# Hipposideros boeadii
Hipposideros boeadii  (Bates, Rossiter, Suyanto & Kingston, 2007) è un pipistrello della famiglia degli Ipposideridi endemico di Sulawesi.

## Descrizione

### Dimensioni
Pipistrello di piccole dimensioni, con la lunghezza della testa e dell'avambraccio tra 40,5 e 42,7 mm, la lunghezza della coda tra 16 e 21 mm, la lunghezza del piede tra 6,9 e 8,7 mm, la lunghezza delle orecchie tra 16,5 e 18 mm e un peso fino a 8,5 g.

### Aspetto
Il colore generale del corpo è bruno-rossastro. Le orecchie sono nerastre, con la punta arrotondata e una leggera concavità sul bordo posteriore. L'antitrago ha una piega sul bordo superiore. La foglia nasale è composta da una porzione anteriore rotonda , con un piccolo incavo nella parte centrale lungo il bordo anteriore, la porzione posteriore ha un margine superiore arrotondato e tre setti verticali che la dividono in quattro celle. Una sacca frontale ben sviluppata è presente sulla fronte dei maschi dietro il lobo posteriore. Piccole protuberanze, sempre sulla fronte sopra gli occhi, sono invece presenti in entrambi i sessi. Le membrane alari variano dal marrone scuro al nerastro. La coda è lunga e si estende leggermente oltre l'ampio uropatagio.

### Ecolocazione
Emette ultrasuoni a frequenza costante con massima energia a 118,3 kHz.

## Biologia

### Alimentazione
Si nutre di insetti.

## Distribuzione e habitat
Questa specie è conosciuta soltanto in una località del Rawa Aopa Watumohai National Park, nella parte sud-orientale dell'isola di Sulawesi.
Vive nelle foreste pluviali di pianura.

## Conservazione
La IUCN Red List, considerato che questa specie è stata scoperta solo recentemente e quindi ci sono ancora poche informazioni circa la sua distribuzione, lo stato conservativo e i requisiti ecologici, classifica H.boeadii come specie con dati insufficienti (DD).